# Ctenus avidus
Ctenus avidus este o specie de păianjeni din genul Ctenus, familia Ctenidae, descrisă de Bryant, 1948. Conform Catalogue of Life specia Ctenus avidus nu are subspecii cunoscute.